# Ballhausen
Ballhausen es un municipio situado en el distrito de Unstrut-Hainich, en el Estado federado de Turingia (Alemania). Tiene una población estimada, a fines de 2020, de 813 habitantes.
Pertenece a la comunidad administrativa de Bad Tennstedt con sede en la ciudad de Bad Tennstedt.
Está ubicado al norte de la ciudad de Eisenach, al noroeste de Erfurt, la capital del Estado.